# Unión Nacional Radical
Unión Nacional Radical (en griego, Εθνική Ριζοσπαστική Ένωσις, Ethnikí Rizospastikí Enosis, AFI: [eθniˈci ɾizospastiˈci ˈenosis]) fue un partido político griego fundado en 1955 por Constantinos Karamanlís como escisión del partido político Reagrupamiento Griego. Se trataba de un partido conservador bastante derechista con políticos centristas como Panagiotis Kanellopulos, Konstantinos Tsatsos y Evangelos Averoff.
Karamanlís dimitió de la dirección de Unión Nacional Radical en 1963 y lo sucedió Panagiotis Kanellopulos, y por eso las elecciones parlamentarias de Grecia de 1963 fueron muy disputadas. Según los resultados oficiales, Unión Nacional Radical ganó las elecciones, pero la oposición formada por Unión de Centro e Izquierda Democrática Unida acusó al gobierno de Karamanlís de fraude masivo, no reconoció el resultado, organizó manifestaciones y reclamó la convocatoria de nuevas elecciones. Karamanlís se sintió gravemente insultado y renunció como primer ministro. Se celebraron nuevas elecciones en 1964 en las que Unión de Centro ganó con el segundo porcentaje más alto en la historia griega, el 54 % de los votos.
Kanellopulos continuó siendo líder del partido hasta 1967, cuando formó un gobierno que no duró más de un mes, puesto que fue derrocado por la junta militar griega de 1967-1974. Después de 1967, Unión Nacional Radical, al igual que todos los partidos políticos, fueron prohibidos. Nunca fue recompuesto, puesto que Karamanlís formó un nuevo partido en 1974 llamado Nueva Democracia.